# バレンタイン参観日
『バレンタイン参観日』（バレンタインさんかんひ）は、高瀬綾による日本の漫画作品。
『なかよし』（講談社）にて連載された。

## 書誌情報
- 高瀬綾 『バレンタイン参観日』 講談社〈講談社コミックスなかよし〉、1992年3月6日発行、ISBN：978-4-06-178711-7[1]